# Sven Emil Löfgren
Sven Emil Löfgren, född 12 april 1878 i Ljustorps församling i Medelpad, död den 10 mars 1934, var en svensk folkskollärare, kantor och författare i Njurunda.
Efter folkskollärarexamen och en kortare tjänstgöring i Trehörningsjö kom Sven Emil Löfgren till Njurunda 1904 som lärare vid Kyrkmons skola. Ganska snart blev han både kulturellt och kommunalt engagerad och var från omkring 1915 kommunalstämmans och även senare kommunalfullmäktiges ordförande. Han var även aktiv inom nykterhetsrörelsen, föreläsningsverksamheten, som ledare av kyrkokören med mera. 